# Vichy
Vichy är en stad och kommun i departementet Allier i regionen Auvergne-Rhône-Alpes i centrala Frankrike. År 2022 hade Vichy 25 702 invånare.
Staden är bland annat känd för att den var huvudstaden under Vichyregimen, som var en lydstat under Nazityskland. Intill Vichy finns en hälsokälla med "heligt vatten", som är ursprunget till mineralvattnet vichyvatten.

## Stadsbild
I stadens centrum finns Parc de Source med flera byggnader som erbjuder mineralvatten varav Palais de Source bildar platsens norra avslut. På södra sidan ligger Grand Casino och operan. En bit norr om platsen nås Galleri Napoléon III och Centre Thermal des Dômes i jugendstil med orientaliska element. Lite mer mot stadskanten ligger utsmyckade hotell. Vichy har i södra och västra delen stadsparker med golfplats och hästkapplöpningsbanor.

## Befolkningsutveckling
Antalet invånare i kommunen Vichy
| Referens: INSEE |